# Lalizolle
Lalizolle est une commune française située dans le département de l'Allier, en région Auvergne-Rhône-Alpes.

## Géographie

### Localisation
Une partie importante de la commune est couverte par la forêt des Colettes, qui entoure pratiquement le bourg et surtout le village de Boënat. L'altitude décroît fortement de l'ouest à l'est, avec une dénivellation d'environ 300 mètres. Les ruisseaux de la Veauce et de la Cèpe ont taillé sur cette pente des ravins profonds.
Huit communes sont limitrophes :
| Échassières | Coutansouze | Bellenaves     |
| Nades       | Lalizolle   | Veauce, Sussat |
|             | Chouvigny   | Ébreuil        |

### Géologie et relief
La commune s'étend sur 2 372 hectares ; son altitude varie entre 415 et 729 mètres.

### Transports
Le territoire communal est traversé par les routes départementales 37 (vers Sussat, Vicq et Gannat), 284 (vers Coutansouze au nord et Chouvigny au sud) et 998 (liaison de Commentry à Ébreuil).

### Climat
Pour des articles plus généraux, voir Climat d'Auvergne-Rhône-Alpes et Climat de l'Allier.
En 2010, le climat de la commune est de type climat océanique dégradé des plaines du Centre et du Nord, selon une étude du CNRS s'appuyant sur une série de données couvrant la période 1971-2000. En 2020, Météo-France publie une typologie des climats de la France métropolitaine dans laquelle la commune est exposée à un climat de montagne ou de marges de montagne et est dans la région climatique Ouest et nord-ouest du Massif Central, caractérisée par une pluviométrie annuelle de 900 à 1 500 mm, maximale en automne et en hiver.
Pour la période 1971-2000, la température annuelle moyenne est de 10 °C, avec une amplitude thermique annuelle de 15,7 °C. Le cumul annuel moyen de précipitations est de 814 mm, avec 10,9 jours de précipitations en janvier et 7,7 jours en juillet. Pour la période 1991-2020, la température moyenne annuelle observée sur la station météorologique de Météo-France la plus proche, « Echassières_sapc », sur la commune d'Échassières à 6 km à vol d'oiseau, est de 10,3 °C et le cumul annuel moyen de précipitations est de 847,3 mm,. Pour l'avenir, les paramètres climatiques de la commune estimés pour 2050 selon différents scénarios d'émission de gaz à effet de serre sont consultables sur un site dédié publié par Météo-France en novembre 2022.

## Urbanisme

### Typologie
Au 1er janvier 2024, Lalizolle est catégorisée commune rurale à habitat très dispersé, selon la nouvelle grille communale de densité à 7 niveaux définie par l'Insee en 2022.
Elle est située hors unité urbaine et hors attraction des villes,.

### Occupation des sols

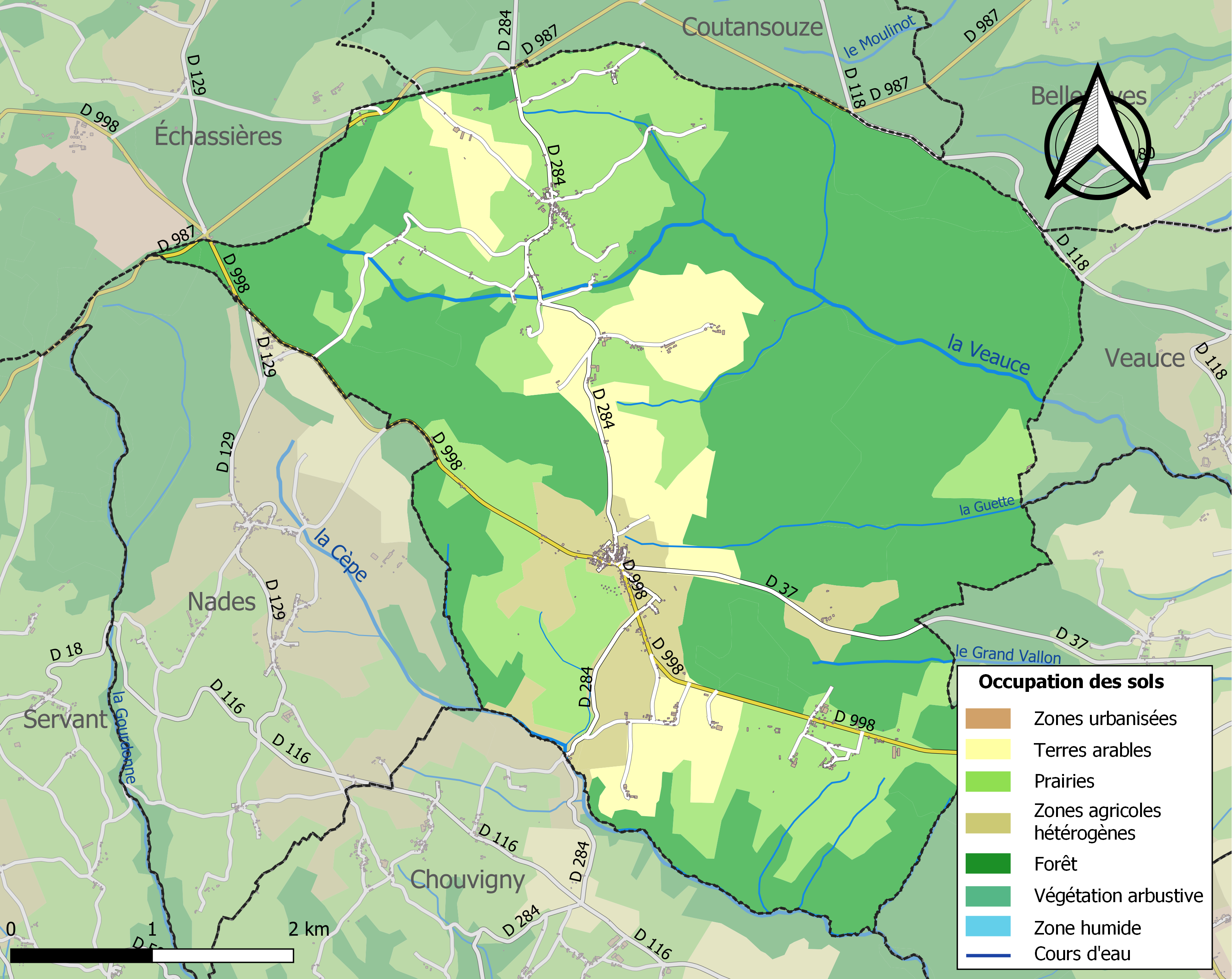
Carte des infrastructures et de l'occupation des sols de la commune en 2018 (CLC).

L'occupation des sols de la commune, telle qu'elle ressort de la base de données européenne d’occupation biophysique des sols Corine Land Cover (CLC), est marquée par l'importance des forêts et milieux semi-naturels (55,5 % en 2018), une proportion sensiblement équivalente à celle de 1990 (55,2 %). La répartition détaillée en 2018 est la suivante : forêts (55,5 %), prairies (27,4 %), terres arables (10,5 %), zones agricoles hétérogènes (6,6 %).
L'IGN met par ailleurs à disposition un outil en ligne permettant de comparer l’évolution dans le temps de l’occupation des sols de la commune (ou de territoires à des échelles différentes). Plusieurs époques sont accessibles sous forme de cartes ou photos aériennes : la carte de Cassini (XVIIIe siècle), la carte d'état-major (1820-1866) et la période actuelle (1950 à aujourd'hui).

## Toponymie
Lalizolle vient de la forme médiévale La Glizole, qui était un mot qui signifie la « petite église ». Cette forme dérive de celle latine ecclesiola est attestée dès le XIIIe siècle. Le village s'est sans doute développé autour de l'église qui, dès les XIIe et XIIIe siècles, desservait les habitats situés sur la pente orientale du massif des Colettes.
Par la suite le toponyme médiéval a évolué à l'époque moderne sous la forme La Lizole qui est à l'origine du nom actuel de la commune. Lalizolle fait partie de l'aire linguistique du bourbonnais du Croissant, zone où la langue est intermédiaire entre l'occitan et la langue d'oïl.

## Histoire
Avant 1789, la commune faisait partie de l'ancienne province du Bourbonnais issue de la seigneurie de Bourbon médiévale.

## Politique et administration
| Période                                  | Période                       | Identité             | Étiquette | Qualité    |
| ---------------------------------------- | ----------------------------- | -------------------- | --------- | ---------- |
| Les données manquantes sont à compléter. |                               |                      |           |            |
| mars 2001                                | mars 2008                     | Jean-Louis Odekerken | PS        | Économiste |
| mars 2008                                | mars 2014                     | Jean-Claude Magot    | PS        |            |
| mars 2014                                | octobre 2021                  | Gilles Trapenard     | DVD       | Éleveur    |
| 29 octobre 2021                          | En cours (au 21 janvier 2022) | Maurice Deschamps    |           |            |

Depuis le 1er janvier 2017, afin que les arrondissements du département « correspondent à une meilleure cohérence administrative et [à une] adaptation aux bassins de vie », la commune est retirée de l'arrondissement de Montluçon pour être rattachée à celui de Vichy.

## Population et société

### Démographie
Les habitants de la commune sont appelés les Lalizollois et les Lalizolloises.
L'évolution du nombre d'habitants est connue à travers les recensements de la population effectués dans la commune depuis 1793. Pour les communes de moins de 10 000 habitants, une enquête de recensement portant sur toute la population est réalisée tous les cinq ans, les populations de référence des années intermédiaires étant quant à elles estimées par interpolation ou extrapolation. Pour la commune, le premier recensement exhaustif entrant dans le cadre du nouveau dispositif a été réalisé en 2008.

En 2022, la commune comptait 407 habitants, en évolution de +13,69 % par rapport à 2016 (Allier : −1,38 %, France hors Mayotte : +2,11 %).
| 1793 | 1800 | 1806 | 1821 | 1831 | 1836 | 1841 | 1846 | 1851 |
| ---- | ---- | ---- | ---- | ---- | ---- | ---- | ---- | ---- |
| 596  | 611  | 619  | 805  | 701  | 770  | 820  | 848  | 834  |

| 1856 | 1861 | 1866 | 1872 | 1876 | 1881 | 1886 | 1891  | 1896  |
| ---- | ---- | ---- | ---- | ---- | ---- | ---- | ----- | ----- |
| 881  | 856  | 868  | 869  | 905  | 957  | 956  | 1 020 | 1 012 |

| 1901  | 1906 | 1911 | 1921 | 1926 | 1931 | 1936 | 1946 | 1954 |
| ----- | ---- | ---- | ---- | ---- | ---- | ---- | ---- | ---- |
| 1 005 | 999  | 912  | 727  | 729  | 686  | 670  | 640  | 703  |

| 1962 | 1968 | 1975 | 1982 | 1990 | 1999 | 2006 | 2008 | 2013 |
| ---- | ---- | ---- | ---- | ---- | ---- | ---- | ---- | ---- |
| 656  | 525  | 473  | 375  | 347  | 308  | 361  | 375  | 342  |

| 2018 | 2022 | - | - | - | - | - | - | - |
| ---- | ---- | - | - | - | - | - | - | - |
| 402  | 407  | - | - | - | - | - | - | - |

### Enseignement
Lalizolle dépend de l'académie de Clermont-Ferrand. Elle gère une école élémentaire publique.

## Culture locale et patrimoine

### Lieux et monuments
- L'église Sainte-Marie, XIIe-XIXe siècles

### Personnalités liées à la commune
- Duc de Morny (1811-1865), homme politique[28]
- Gilbert Tourret (1881-1914), botaniste
- Théophile Alajouanine (1890-1980), neurologue et écrivain. Il achète vers 1935 le château de Chalouze, au village de ce nom sur la route de Lalizolle à Ébreuil.
- Roger B. Baron (1907-1994), sculpteur animalier, médailleur, y est mort en 1994.